# Convento de las Monjas Vallecas
El convento de las Monjas Vallecas fue un antiguo convento de la ciudad española de Madrid, desaparecido en la actualidad.

## Descripción

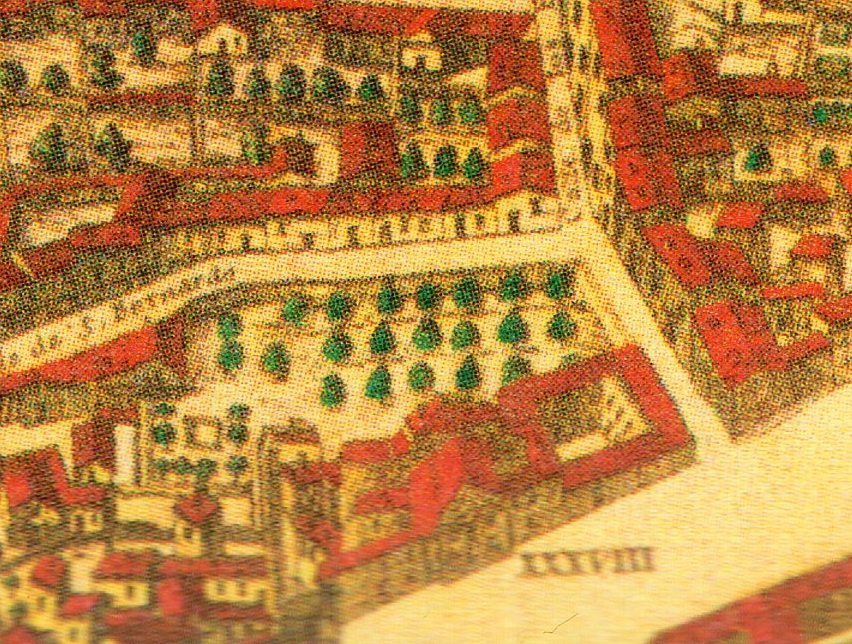
Vista del convento en el plano de Texeira de 1656

Se ubicaba en el número 27 de la calle de Alcalá, esquina a la de Peligros, Se trataba de un convento de monjas bernardas, fundado inicialmente en Vallecas en 1473. Las monjas se instalaron en este convento madrileño, que también aparece referido como «de Nuestra Señora de la Piedad», en 1556.
Hacia 1841 se instaló en el inmueble el llamado Teatro del Museo, que transformó la iglesia, no se sabe a expensas de quién, en un bonito teatro, que podría contener unos seiscientos espectadores. El resto del convento se habría transformado en Colegio Masarnau, que debía su nombre a su director Vicente Masarnau Fernández y era de lo más selecto en Madrid de aquella época. Las monjas se trasladaron al convento del Sacramento.
En el solar dejado por el inmueble, que fue derribado en la segunda mitad del siglo XIX, se levantó el edificio donde se ubicaba el café de Fornos.